# Glasnyckeln (roman)

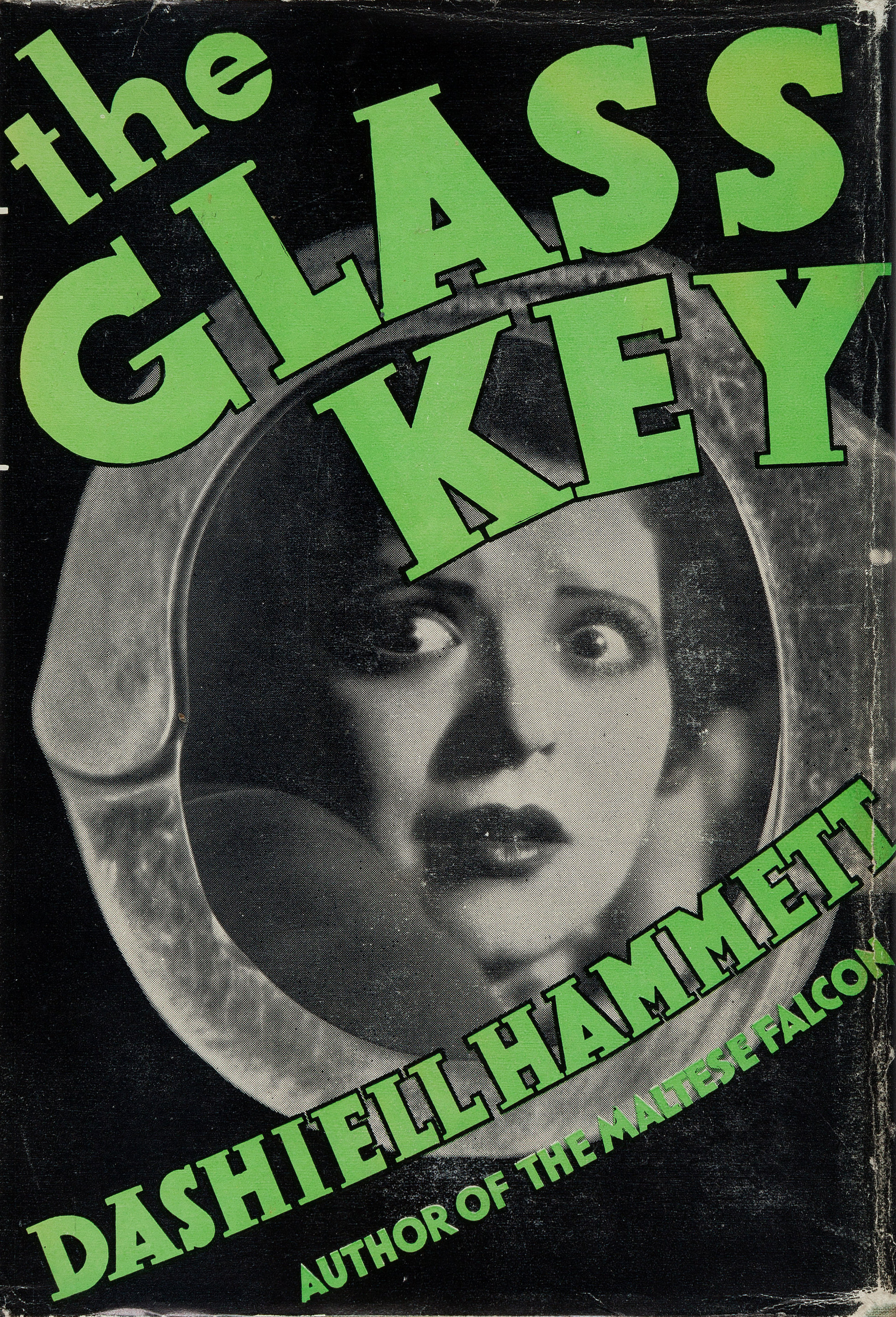
Den amerikanska förstautgåvan.

Glasnyckeln (originaltitel: The Glass Key) är en kriminalroman från 1931 av Dashiell Hammett. Första utgåvan på svenska utkom 1960, i översättning av Torsten Blomkvist. Romanen har dramatiserats för film, radio och tv, filmversionen från 1941 med Veronica Lake och Alan Ladd är mest spridd. 

## Personer i romanen
- Ned Beaumont — spelare och amatördetektiv som hittar Taylor Henrys kropp
- Paul Madvig — korrupt politisk boss, som understödjer senator Henry för att han är kär i Janet. Madvig är bästa vän med Ned Beaumont.
- senator Ralph Bancroft Henry — ställer upp för återval; far till Taylor och Janet
- Janet Henry — dotter till senator Henry; hatar Madvig och blir kär i Ned
- Shad O'Rory — Madvigs rival, en gangster
- Bernie Despain — spelare som är skyldig Ned pengar, och som Ned misstänker ha mördat Taylor Henry
- Jack Rumsen — privatdetektiv anställd av Ned för att iaktta Bernie
- Michael Farr — allmän åklagare, korrumperad av Paul Madvig
- Jeff Gardner — O'Rorys livvakt